# Carlos Canzani

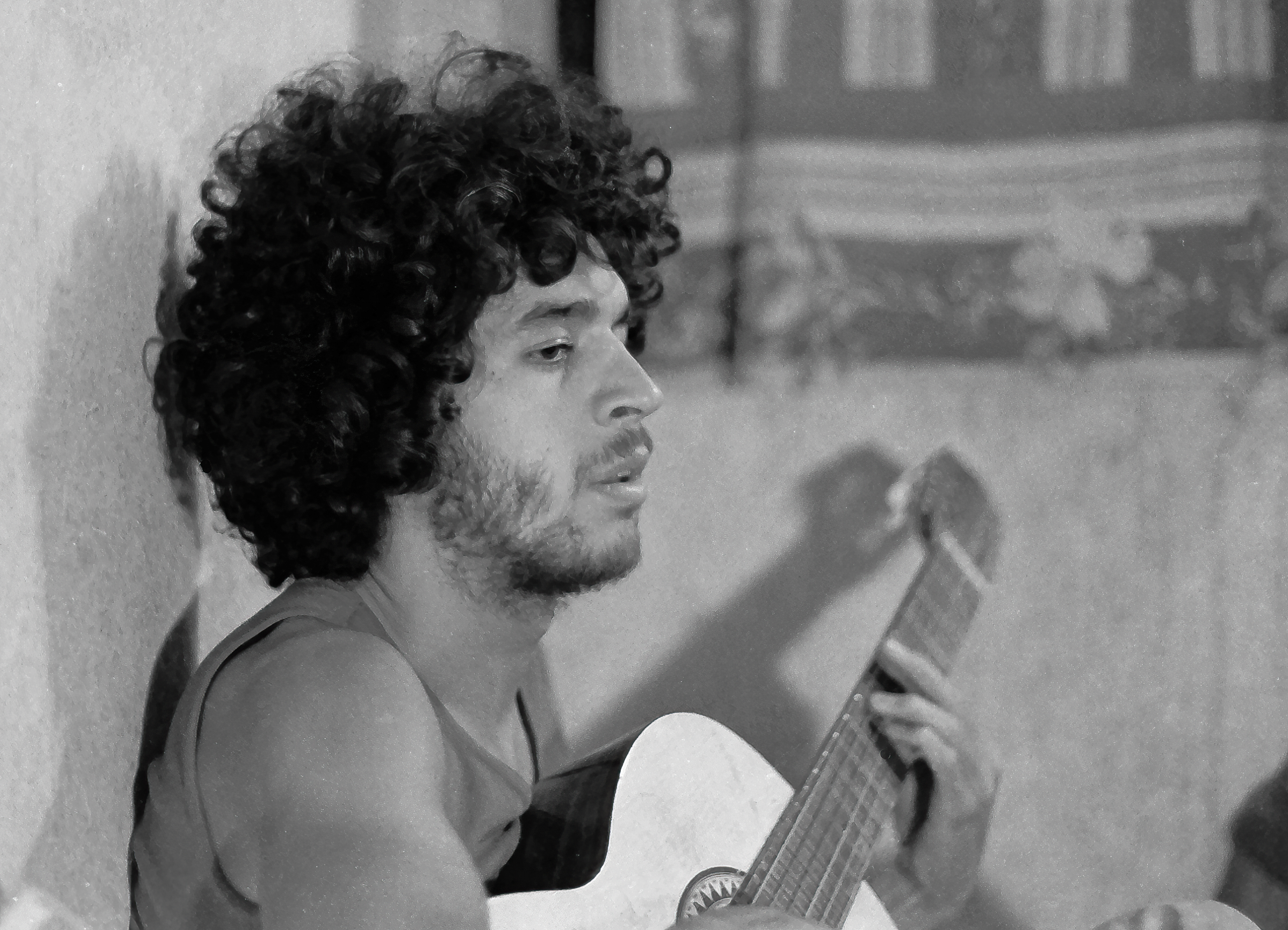
Carlos Canzani (1975)

Carlos Canzani (* 15. Januar 1953 in Fray Bentos, Uruguay) ist ein uruguayischer Sänger und Produzent.

## Leben und Wirken
Canzani, auch unter dem Namen Pájaro Canzani bekannt, begann seine musikalische Laufbahn 1971, als er beim Festival in Salto mit Revelación auftrat. Bevor er sich 1975 in Buenos Aires Los Jaivas anschloss, nahm er die beiden Platten Aguaragua und Algún día auf, die 24 Jahre später in einer Neuauflage bei Ayuí auf den Markt gebracht wurden. Zwei Jahre später zog er nach Paris, wo er seit 1977 lebt. 1981 gründete Canzani gemeinsam mit "Negrito" Trasante Atlántico und tourte in der Folge durch Europa.
Auch ansonsten führten ihn im Laufe seiner Karriere Touren mehrfach durch Europa, Südamerika, Kanada, die USA und Japan, wobei er insbesondere in Frankreich und teils auch in den Beneluxstaaten, der Schweiz und den USA nahezu alle bedeutenden Veranstaltungssäle bespielte. Zu seinen weiteren Platten zählen beispielsweise das 1994 erschienene Rock latino, Pájaro Canzani - Trópico de Capricornio aus dem Jahr 1999 und das 2008 bei Random Records publizierte Transamericana, auf dem er spanisch und portugiesisch singt.
In der Folgezeit tat er sich auch als Produzent hervor. So produzierte und arrangierte Canzani 1983 sowohl das erste Album der Rockgruppe Corazón rebelde, das in Spanien und Frankreich erschien, als auch die Filmmusik zu Eric Rohmers Les nuits de la peine lune. Das 1988 erschienene Album De corazón, das er für Francis Lalanne produzierte, brachte ihm aufgrund 100.000 verkaufter Tonträger die Goldene Schallplatte ein. 2000 gründete er in Paris das Digitale Aufnahmestudio Angel Studio, für das er als unabhängiger Produzent tätig ist. Im Folgejahr zählten die CD Lágrima Ríos - En el Sena und die Platte der amerikanischen Gruppe The Wedding Band zu seinen Produktionen. Río Negro for export war der Name einer weiteren, im Jahre 2002 mit Künstlern Río Negros aufgenommenen CD.

## Diskografie (Auszug)
- 1974: Aguaragua
- Algún día
- 1994: Rock latino
- 1997: Los Jaivas y amigos mit Leon Giecco, Illapu und Los tres
- 1997: La rubia mit Elli Medeiros
- 1999: Pájaro Canzani - Trópico de Capricornio
- 1999: Aguaragua und Algún día, Neuauflage bei Ayuí
- 2008: Transamericana, erschienen bei Random Records